# Neocentema alternifolia
Neocentema alternifolia är en amarantväxtart som först beskrevs av Schinz, och fick sitt nu gällande namn av Schinz. Neocentema alternifolia ingår i släktet Neocentema och familjen amarantväxter. Inga underarter finns listade i Catalogue of Life.